# Ківалкіна Віра Полікарпівна
Віра Полікарпівна Ківалкіна (25 вересня 1912, Казанська губернія — 28 червня 1990, Казань) — радянський мікробіолог, спеціалізувалася на властивостях прополісу. Доктор біологічних наук, кандидат ветеринарних наук, професор, у 1969—1987 рр. завідувач кафедри мікробіології, вірусології та імунології Казанської державної академії ветеринарної медицини імені Н. Е. Баумана. Заслужений діяч науки Татарської АРСР (1973).
У 1931 році вступила до Казанського державного університету на біологічний факультет, який закінчила в 1936 році, отримавши спеціальність мікробіолога.
У 1943 році В. П. Ківалкіна вступає до аспірантури при кафедрі мікробіології Казанського ветеринарного інституту до професора М. В. Рево, під керівництвом якого виконала дисертацію на ступінь кандидата ветеринарних наук та захистила її після закінчення аспірантури, в 1946 році. Також учениця професора Х. Х. Абдулліна
У 1964 році у Казанському ветеринарному інституті захистила докторську дисертацію «Прополіс, його антимікробні та лікувальні властивості».
У 1969—1987 рр. завідувач кафедри мікробіології, вірусології та імунології Казанської державної академії ветеринарної медицини імені Н. Е. Баумана. Змінила на цій посаді професора Х. Х. Абдулліна.
Її аспіранткою була Р. Т. Маннапова.
Автор понад 90 друкованих праць.